# Cléber Monteiro
Cléber Monteiro de Oliveira (Belo Horizonte, 23 mei 1980), voetbalnaam Cléber, is een Braziliaans profvoetballer. Door de vele jaren dat hij in Portugal verbleef heeft hij ook een Portugees paspoort. Hij is een technisch vaardige verdedigende middenvelder, die door zijn ervaring ook uitgespeeld kan worden als een centrale verdediger en zelfs als vleugelverdediger. Voor het seizoen 2013-2014 tekende hij een eenjarig contract bij Villa Nova Atlético Clube.
Cléber belandde op twintigjarige leeftijd in de eerste ploeg van zijn geboortestad, Cruzeiro Esporte Clube. In de drie seizoenen behaalde hij er twee bekers en werd eenmaal landskampioen. Hij werd in 2002 ook even uitgeleend aan Criciúma Esporte Clube.
In 2003 zette hij de overstap naar Europa en kwam terecht bij het Portugese CD Nacional, een ploeg van het eiland Madeira. Hij speelde er tijdens zeven seizoenen in totaal 181 wedstrijden in de hoogste Portugese afdeling en voor de Portugese beker en 12 Europese wedstrijden.
In 2010 kwam hij terecht bij reeksgenoot Vitória Guimarães, waarvoor hij één seizoen speelde. Hij speelde er 31 wedstrijden voor het kampioenschap en de beker en speelde 11 wedstrijden voor de Europese competitie. De ploeg behaalde de Portugese bekerfinale, maar de wedstrijd werd met 6-2 verloren tegen FC Porto. Aangezien de ploeg uit Porto ook landskampioen werd, plaatste de ploeg zich voor het Europees voetbal.
Maar Cléber zocht voor het seizoen 2011-2012 zijn heil bij het Spaanse FC Cartagena, dat uitkomt in de Segunda División A.  Verder dan enkele invalbeurten voor kapitein Mariano Sanchez Martinez kwam de speler echter niet. Toen de ploeg zich niet kon handhaven werd het contract met de Braziliaanse speler ontbonden.
Voor het seizoen 2012-2013 keerde hij weder naar zijn geboorteland bij EC Juventude. Ook daar kon hij niet echt doorbreken, daardoor verhuisde hij naar het vierde niveau van het Braziliaanse voetbal bij Villa Nova Atlético Clube.